# Palpita brevimarginata
Palpita brevimarginata is een vlinder uit de familie van de grasmotten (Crambidae), uit de onderfamilie van de Spilomelinae. De wetenschappelijke naam van deze soort is voor het eerst voorgesteld als Margaronia brevimarginata door Antonie Johannes Theodorus Janse in een publicatie uit 1924.
De soort komt voor in Indonesië (Seram).